# 总花珍珠菜
总花珍珠菜（学名：Lysimachia racemiflora）是报春花科珍珠菜属的植物，为中国的特有植物。分布于中国大陆的云南等地，生长于海拔1,000米的地区，一般生长在山坡岩石缝中，目前尚未由人工引种栽培。